# Wadym Hryppa
Wadym Wałerijowycz Hryppa, ukr. Вадим Валерійович Гриппа (ur. 9 stycznia 1992 w Zhurowce, w obwodzie kijowskim, Ukraina) – ukraiński piłkarz, grający na pozycji pomocnika.

## Kariera piłkarska

### Kariera klubowa
Wychowanek szkoły piłkarskiej Dynamo Kijów, barwy której bronił w juniorskich mistrzostwach Ukrainy (DJuFL). Karierę piłkarską rozpoczął 9 sierpnia 2009 w składzie drugiej drużyny Dynama Kijów. Podczas przerwy zimowej sezonu 2011/12 opuścił kijowski klub, a w marcu 2012 podpisał kontrakt z Daugavą Ryga.

### Kariera reprezentacyjna
W latach 2009–2010 występował w juniorskiej reprezentacji Ukrainy U-19.